# Янис Макриянис
Янис Макриянис (на гръцки: Ιωάννης Μακρυγιάννης) е търговец, военен предводител, генерал и политик от времето на баварократията в Гърция. Известен със своите мемоари.

## Биография
Янис Макриянис е с рождено име Йоанис Триандафилу и произхожда от бедно семейство от Дорида. Получава псевдонима Макриянис, т.е. дългият Янис – по време на освобождението на Гърция. Баща му Димитрис пада убит в битка със силите на Али паша Янински. След смъртта на баща му семейството на Йоанис се мести в Ливадия, т.е. континентална Гърция, където Йоанис прекарва детството си. На седемгодишна възраст заживява като приемен син на богат жител на Ливадия, но се превръща в действителност в слуга и е пребиван от бой.
През 1811 г. Йоанис напуска Ливадия и отива в Арта, където е приет на служба от Лидорикису, местен секретар и представител на Али паша. Постепенно се захваща с амбулантна търговия и през 1817 г. по собствените му думи е вече богат човек. Състоянието му е възлиза на 40 000 пиастра.

## Революционна и военна дейност
През 1820 г. Макриянис е посветен в тайното общество „Филики Етерия“, а след това се включва и в движението за независимост на Гърция. Йоанис и неговият търговски партньор Коракис със собствени средства закупуват оръжие и боеприпаси, превръщайки домовете си в оръжейни складове. В края на 1820 г. султанът Махмуд II започва военни действия срещу Али паша. През март 1821 г. Макриянис отива в Патра под предлог търговски дела, а в действителност пътуването има за цел да координира бъдещото надигане с морейските етеристи. Почти веднага след пристигането му в града избухва въстанието, в което са Макриянис повежда малка чета от 10 души. Заедно с Одисеас Андруцос се прехвърля в Месолонги, откъдето закупува фиктивно стоки и се връща в Арта.
В Арта Макриянис води (заедно с Гогос Баколас) чета от 30 въстаници. Участва в обсадата на Арта и в битките при Ставрос и Пета, като в последната получава лека рана в крака. От новата 1823 г. му е поверен обществения ред в Атина, която от средата на 1822 г. е в ръцете на въстаниците. През лятото на 1823 г. Макриянис воюва в източната част на Ливадия под командването на Никитарис Стамателопулос (Никитас).
През октомври 1823 г. Макриянис предвожда румелиоти на страната на правителствените сили в Морея – в гръцката гражданска война. За тези му заслуги, правителството на Георгиос Кундуриотис му дава титлата „хилядник“, а до края на 1824 г. е произведен в чин генерал. След инвазията на египетските сили на Ибрахим паша в Пелопонес през март 1825 г., Макриянис е изпратен в Кипарисия, като участва в отбраната на крепостите Неокастро и Палеокастро. През юни 1825 г. Макриянис е начело на героичната отбрана на Аргос от 300 гръцки въстаници срещу 6000 мамелюци. В битката е ранен. След битката Макриянис се жени за дъщерята на виден атински благородник.
След превземането на Атина от силите на Ибрахим паша през юни 1826 г., Макриянис участва в защитата на Акропола, а след смъртта на Янис Гурис поема и командването на обсадените в него. По време на отбраната на Акропола получава тежки рани, което го прави на практика непригоден за военна служба. През януари 1827 г. Макриянис се поставя под командването на английския полковник и филелинист Гордън, който дебаркира в Пирея и отбранява полуостров Кастела. През пролетта на 1827 г. Макриянис участва в боевете при Пирея и Аналатос.

## Политическа дейност
След като Йоан Каподистрия поема ръководството на гръцките дела, Макриянис е определен през 1828 г. да застане начело на изпълнителната власт в Морея с център град Аргос. Тук на 26 февруари 1829 г. Макриянис започва да пише своите мемоари. След реорганизацията на армията през 1830 г. Макриянис е издигнат в чин бригаден генерал. Постепенно Макриянис излиза в опозиция на Каподистрия, заради авторитарния стил на управление на последния. Заради своето борческо (паликарско) минало преминава в лагера на Йоанис Колетис, като изисква от Каподистрия въвеждането на конституционна форма на управление. През август 1831 г. правителството започва да изисква от държавните служители и военните да подпишат клетва, че не членуват в тайни организации и са лоялни към правителството. Макриянис приема това като лично унижение и предлага свой текст на държавна клетва. Предложението му е отхвърлено от правителството, а Макриянис е отстранен от поста си.
След убийството на Йоан Каподистрия на 9 октомври 1831 г. Макриянис продължава борбата срещу лагера на брата на убития председател – Августин Каподистрия. Въпреки това, той осъжда по най-категоричен начин убийството на своя политически противник.
През 1832 г. Макриянис посреща възторжено в Навплио Отон I Гръцки, но много скоро влиза в конфликт с баварските регенти на малолетния крал. Обвинява баварският министър на войната в унизително отношение към военните ветерани от войната за независимост. Освен това прави постъпки за почетни пенсии на заслужилите от армията.
На местните избори в началото на 1834 г. Макриянис е избран в съвета на община Атина, който град през същата тази година става столица на Гърция. От позицията на съветник Макриянис отпочва остра критика на политиката на кралската баварска администрация и двор. Баварците се опитват да спечелят Макриянис на своя страна, заради неговата популярност, предлагайки му постове и издигайки го във военен чин. Въпреки това, Макриянис продължава да настоява за конституционно правителство. Даже връчва петиция с искане за Конституция на баварското регентство и заради предизвикателното си държане в двореца е поставен под домашен арест.

## Начело на народното брожение
Въстанието от 3 септември 1843 година води до въвеждането на първата конституция на Гърция през 1844 година. Макриянис е един от тримата вдъхновители и предводители на въстанието. След предоставянето на Конституцията, Макриянис взема активно участие във формирането на новия кабинет. Той е избран за представител в Народното (Учредителното) събрание от Атина и е начело на група от 63 верни му поддръжници. Макриянис прави няколко предложения за текста на Конституцията, обаче след приключване на работата на Учредителното събрание излиза от политиката.
Макриянис завършва мемоарите си в 1850 г., като информацията за последните години от живота му, включително и процеса срещу него, идва от други източници. Той винаги открито изразява вижданията си и често се сблъсква с негативната реакция на съвременниците си.

## Осъждане и затвор
През 1852 г. Макриянис е обвинен в заговор за убийството на краля и сваляне на монархията е свален. На 13 април същата година е поставен под домашен арест. На 16 март 1853 г. е осъден на смърт въз основа на изфабрикувани доказателства. Освен това председател на държавния съд е Кицос Тзавеллас, отявлен политически противник на Макриянис. Петима от общо шестимата членове на съдебния състав гласуват за смъртна присъда, обаче Макриянис е помилван от краля, а смъртната му присъда е заменена с доживотен затвор.
Макриянис прекарва 18 месеца в затвора преди да бъде помилван и освободен на 2 септември 1854 г. Блокадата на Пирея от френския и британски флот, за да се избегне гръцки съюз с Русия, принуждава кралят да назначи за министър на войната Калергис, който е приятел на Макриянис и настоява за освобождението на последния пред краля.

## Реабилитация, последни дни и спомени
След освобождаването му затвора Макриянис започва да халюцинира. Здравето му се влошава и заради смъртта на един от синовете му. Макриянис доживява детронирането на крал Ото на 10 октомври 1862 г., след което е отново избран за представител на Атина в новото Национално (Учредително) събрание от 1864 година. На 20 април 1864 г. му е възстановено генералското звание, а само седмица по-късно – на 27 април 1864 г. той умира в Атина.
Мемоарите му са издадени за пръв път в 1907 г., макар някои фрагменти от тях да са публикувани във вестник „Акрополис“ през 1904 г. Обективното изложение на събитията в тях често е подлагано на критика. Няколко месеца след като завършва своите мемоари, в навечерието на новата 1851 година, Макриянис започва да пише друга своя „история“, както той я нарича, която завършва съвсем скоро и набързо през март 1852 г. Този текст е публикуван през 1983 г. и е озаглавен „Видения и чудеса“.

## Произведения
- Απομνημονεύματα (Мемоари), първо издание: Атина: 1907 г.;
- Οράματα και Θάματα (Видения и Чудеса), първо издание: Атина: 1983 г.;